# Bodensee-Trajekte

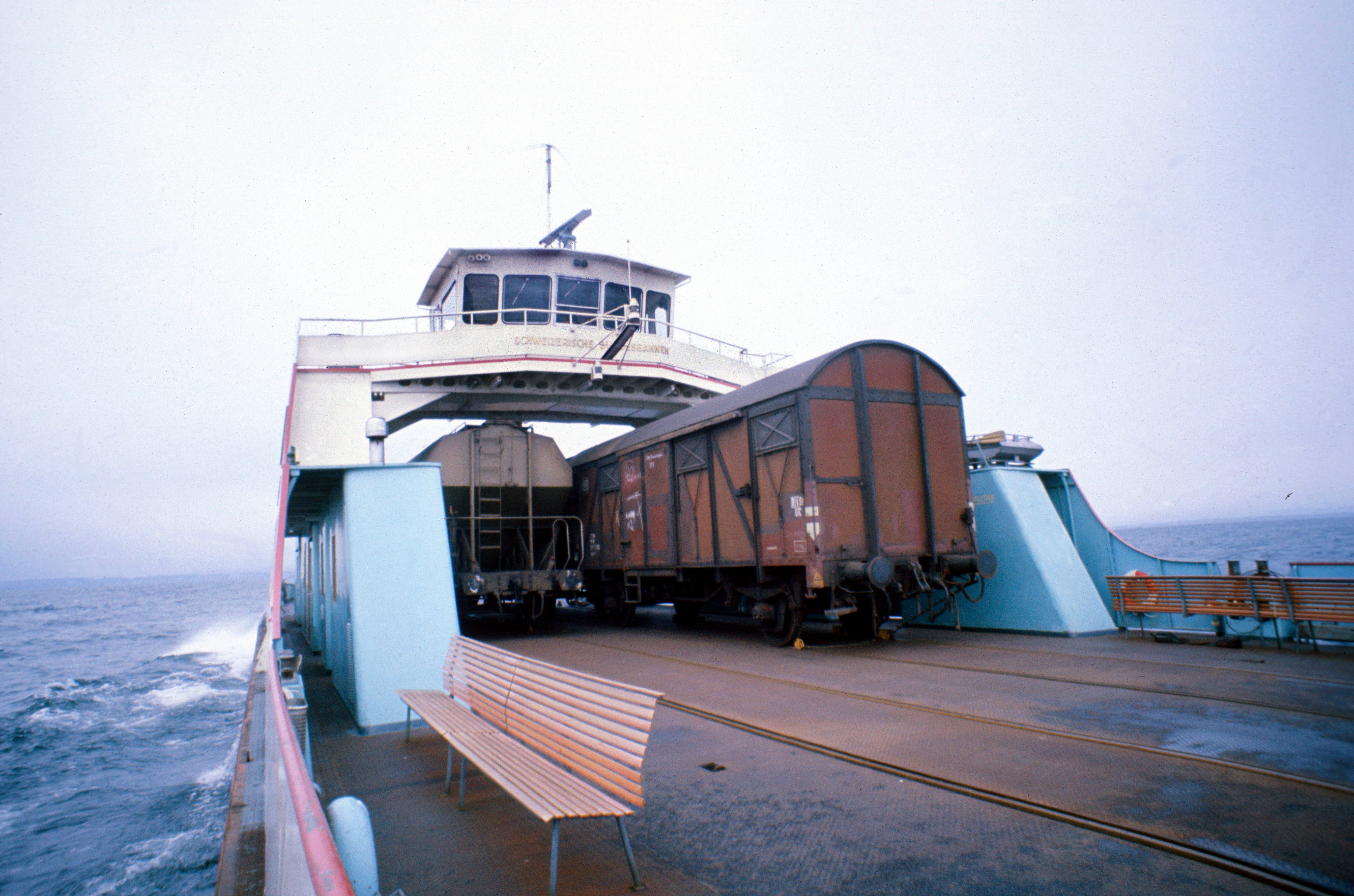
Trajektfähre Rorschach der SBB im letzten Jahr der Bodensee-Trajekte 1976.

Bodensee-Trajekte waren Eisenbahnfähren, die von den Bahngesellschaften zum Transport von Eisenbahn-Güterwagen über den Bodensee eingerichtet wurden. In der Blütezeit der Eisenbahn waren sie vor allem für den Güterverkehr von großer Bedeutung.

## Vorgeschichte
In der Bodenseeschifffahrt dominierte zunächst der parallel zum Ufer verlaufende Verkehr. Erst als die Eisenbahn einige Hafenstädte erreichte, nahm die Bedeutung der den Bodensee querenden Verbindungen zu. Eine große Rolle spielte dabei der Getreidehandel. Ab 1824 wurden von verschiedenen Gesellschaften Dampfschiffe eingesetzt, deren Zahl bis 1874 auf 28 stieg.
- Als erste deutsche Eisenbahngesellschaft erreichten die Königlich Württembergischen Staats-Eisenbahnen mit ihrer Südbahn den Bodensee in Friedrichshafen. Die Bahnstrecke von Friedrichshafen nach Ravensburg wurde am 8. November 1847 eröffnet. Eine Verbindung mit der Württembergischen Centralbahn Bruchsal–Stuttgart–Ulm ergab sich jedoch erst nach Eröffnung der gesamten Südbahn bis Ulm am 1. Juni und der Centralbahn am 29. Juni 1850. Per königlicher Entschließung war verfügt worden, dass am Seeufer ein gesonderter Hafenbahnhof anzulegen sei. Dazu errichtete die Staatsbahn zwischen den beiden Stationen die Bahnstrecke Friedrichshafen Stadt–Friedrichshafen Hafen, die ebenfalls am 1. Juni 1850 in Betrieb ging. Um Abläufe und Organisation der Schifftransporte besser zu kontrollieren, wurde 1854 die 30 Jahre zuvor gegründete Württembergische Bodensee-Dampfschiffgesellschaft verstaatlicht und der Staatsbahn unterstellt.
- In Bayern erreichte die Ludwigs-Süd-Nord-Bahn von Augsburg über Kempten am 12. Oktober 1853 den Bodensee, Lindau wurde am 1. März 1854 angeschlossen. Nach der Verstaatlichung der privaten Bayerischen Schiffahrts-Gesellschaft im Jahre 1863 wurde diese Teil der Königlich Bayerischen Staats-Eisenbahnen.
- Baden als dritter deutscher Seeanrainer erbaute seine Hauptbahn entlang von Oberrhein und Hochrhein über Singen und erreichte Konstanz erst am 15. Juni 1863. Allerdings hatten die Großherzoglich Badischen Staatseisenbahnen mit Basel, Waldshut, Schaffhausen und Konstanz direkte Verbindungen zu den Schweizer Bahnen und brauchten daher kein Trajekt in die Schweiz.
- Die Schweizerische Nordostbahn (NOB) eröffnete am 16. Mai 1855 ihre Bahnstrecke von Winterthur nach Romanshorn und verlängerte diese am 15. Oktober 1869 nach Rorschach.

Eine Verbindung der Bahngesellschaften untereinander war zunächst nur über den See möglich, da auf deutscher Seite die Bahnstrecken Stahringen–Friedrichshafen und Friedrichshafen–Lindau erst von 1895 bis 1901 in mehreren Etappen fertiggestellt wurden. Eine Gleisverbindung nach Bregenz in Österreich und von dort weiter in die Schweiz entstand erst mit der Bahneröffnung in Richtung Bregenz am 24. Oktober 1872. Bis dahin mussten in die Schweiz reisende Fahrgäste zur Weiterfahrt auf ein Bodenseeschiff umsteigen. Die mit dem Zug ankommenden Waren wurden an den Endbahnhöfen in Dampfschiffe (damals kombinierte Fracht- und Personenschiffe) oder Güterschleppboote verladen und am Zielort wieder in Güterwagen einer anderen Bahngesellschaft umgeladen. Durch Trajektverkehr konnten diese Umladevorgänge eingespart werden. Mit der Eröffnung des Schweizer Gotthardtunnels war der Schienenweg via Bodensee für alle Bahngesellschaften von großer Bedeutung.

## Trajektverkehr

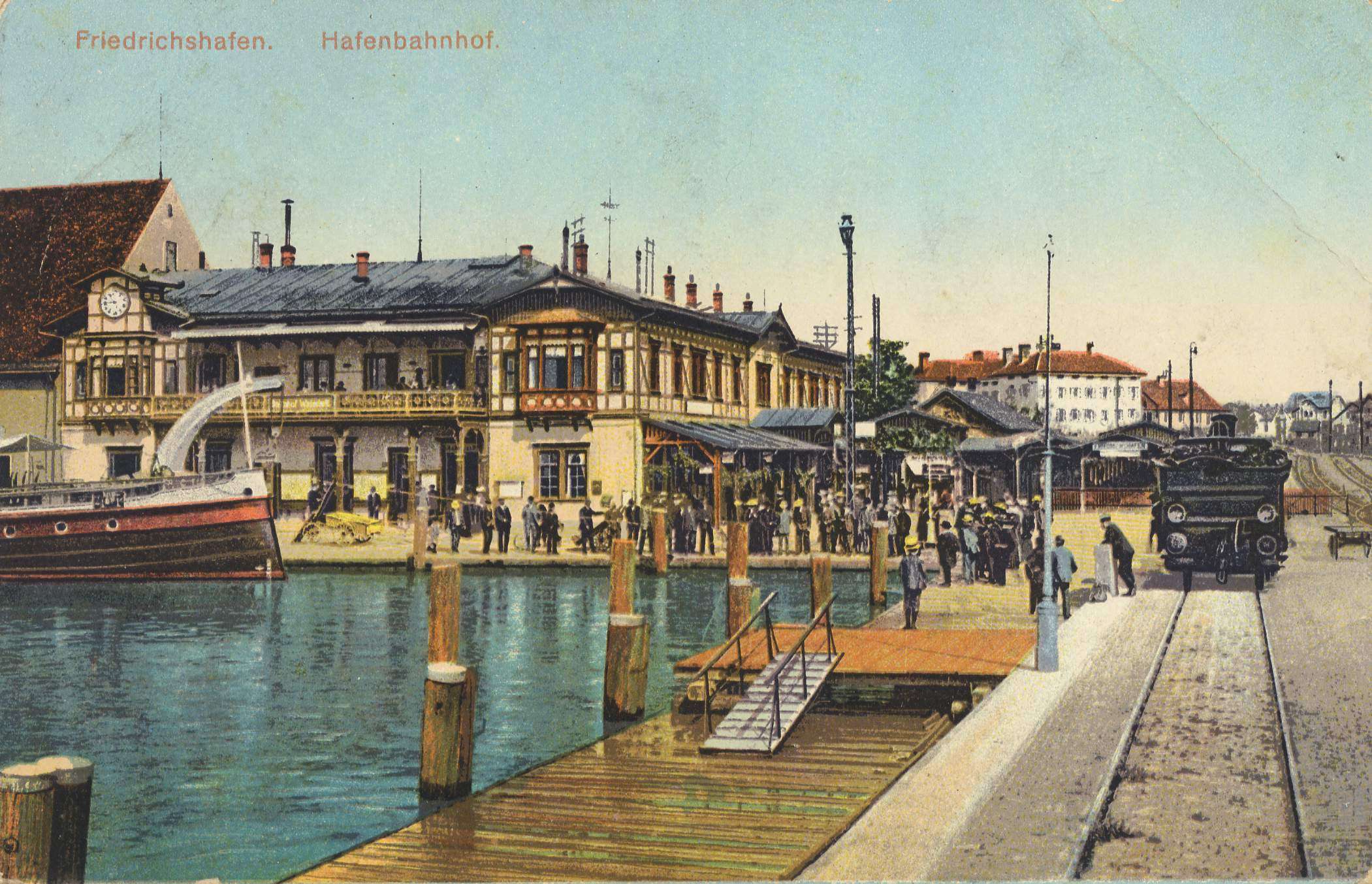
Der Hafenbahnhof in Friedrichshafen um 1900

Zunächst kamen für den aufkommenden Trajektverkehr Trajektkähne zum Einsatz, die von Dampfern geschleppt wurden. Auf den Decks der Schleppkähne lagen zwei Gleise parallel, die jeweils bis zu acht Waggons aufnehmen konnten. Beim Be- und Entladen musste man abschnittsweise vorgehen, denn ein vollständiges Entladen nur eines der beiden parallelen Gleise hätte infolge Schlagseite des Kahns bewirkt, dass die verbliebenen Güterwagen in den See gekippt wären. Über den See befördert wurden die Kähne entweder im Schlepp der Personendampfer oder durch eigens eingesetzte Schlepper.

### Eröffnung einzelner Trajekte
- Die Königlich Bayerische Staats-Eisenbahn begannen im Jahre 1869 den Trajektverkehr von Lindau nach Romanshorn am Schweizer Ufer mit Trajektkähnen, die von Kursdampfern geschleppt wurden. 1874 stellten sie das „Trajektschiff II“, einen Raddampfer, in Dienst. Er hatte eine Länge von 73 m und eine Breite von 18 Metern. Angetrieben wurde er von zwei Dampfmaschinen mit je ca. 290 PS Leistung. Er trug auf beiden Seiten je einen hohen Schornstein. Über Bug und Heck des Schiffes konnten bis zu 16 Güterwagen auf zwei parallelen Gleisen aufgenommen werden. Zusätzlich konnte er bis zu zwei Lastkähne schleppen. 1923 wurde der Dampfer außer Dienst gestellt und 1928 verschrottet.
- Die Württembergische Staatsbahn eröffnete gemeinsam mit der Schweizer Nordostbahn am 22. Februar 1869 einen Trajektverkehr zwischen Friedrichshafen und Romanshorn. Dazu lief am 20. Januar 1869 die erste Trajektfähre in Romanshorn vom Stapel, die schon im ersten Betriebsjahr 12.200 Güterwagen beförderte. Dieser erste Trajektdampfer, ein Raddampfer, wurde von John Scott Russell, einem englischen Ingenieur, entwickelt, aber schon bald als „Kohlenfresser“ erkannt, der für eine Überfahrt 600 bis 720 kg Kohle verbrauchte. So wurde er bereits 1883 wieder außer Dienst gestellt. Das Schiff hatte auf jeder Seite neben den riesigen Schaufelrädern einen Schornstein. In der Mitte trug es zwei Gleise für die Güterwagen, von denen insgesamt 18 befördert werden konnten.[1]
- 1873 wurde der Trajektverkehr zwischen Lindau und Konstanz aufgenommen.
- 1884 folgten nach Eröffnung des Arlbergtunnels, betrieben durch die k.k. Staatsbahnen, die Trajektverbindungen von Bregenz nach Konstanz, Friedrichshafen und Romanshorn.
- Auch von Ludwigshafen (ehem. Sernatingen) verkehrte zeitweise eine Trajekt-Fähre. Der Gleisanschluss und ein Kran sind heute noch am Hafen zu besichtigen.

### Trajektbetrieb
Nach dem Lückenschluss am nördlichen Seeufer wurden Kostenberechnungen über den Trajektverkehr angestellt. Dabei zeigte sich, dass die Trajektierung mit den Schiffen gegenüber der Beförderung auf der Schiene um den See herum doppelt so teuer war. Da jedoch die eingleisige Gürtelbahn den zusätzlichen Verkehr nicht aufnehmen konnte und das Trajekt auch noch schneller war (durch die zweimalige Grenzabfertigung über Bregenz zur Schweiz ging zu viel Zeit verloren), blieb es beim Trajektverkehr. So arbeitete man auch zwischen den beiden Weltkriegen an der Verbesserung des Fährbetriebs. Die Hafenanlagen wurden ausgebaut und die Trajektbrücken mit elektrischer Bedienung ausgestattet. 1929 nahm die Deutsche Reichsbahn Gesellschaft, der ab 1920 auch der gesamte Trajektverkehr auf dem Bodensee unterstand, das Trajektschiff „Schussen“ in Betrieb. Das Schiff wurde von zwei Dieselmotoren angetrieben und konnte zehn Güterwagen auf zwei parallelen Gleisen über den See bringen. Diese Fähre konnte nun auch Autos befördern. Zusammen mit den umgebauten Gleisen am Hafen von Friedrichshafen wurde am 7. März 1933 der neue Hafenbahnhof eröffnet. Heute ist darin das Zeppelin Museum untergebracht.

### Einstellung der Trajekte

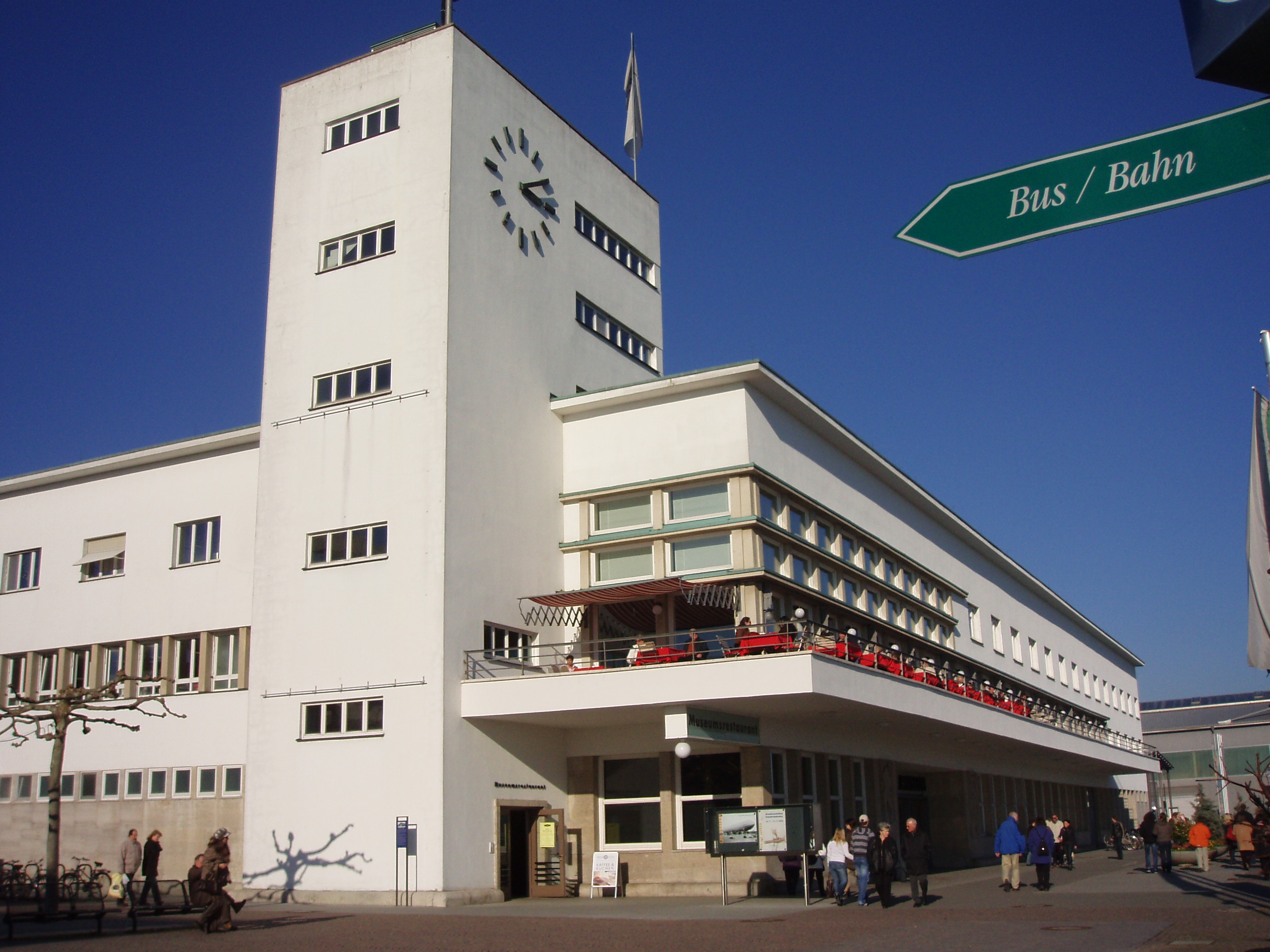
Hafenbahnhof Friedrichshafen von 1933 bis heute: Zeppelin Museum

- Als erstes Trajekt wurde die Verbindung zwischen Lindau und Konstanz 1899 aufgegeben, die bisher erbrachte Verkehrsleistung übernahm die Bodenseegürtelbahn.
- Die Verbindung Konstanz–Bregenz wurde mit der Einführung des Sommerfahrplans zum 1. Mai 1917 eingestellt.[2]
- Auf der Verbindung Lindau–Romanshorn wurden 1934 noch 34.000 Waggons übergesetzt. Der Trajektverkehr wurde jedoch 1938 (bald nach dem „Anschluss“ Österreichs an das Deutsche Reich) beendet, da eine der beiden Grenzabfertigungen nun entfallen und der Bahntransport in die Schweiz billiger und inzwischen auch schneller war.
- Während des Zweiten Weltkriegs ruhte der Trajektverkehr.
- Am 15. Mai 1949 wurde der Trajektverkehr auf Drängen der Schweiz auf der Verbindung Friedrichshafen – Romanshorn wieder aufgenommen. Bis zur endgültigen Einstellung am 29. Mai 1976 wurden noch 663.232 Güterwagen über den Bodensee transportiert.

## Übersicht der Trajektverbindungen
| Verbindung                   | eröffnet | eingestellt | Anmerkung                                    |
| ---------------------------- | -------- | ----------- | -------------------------------------------- |
| Lindau – Romanshorn          | 1869     | 1939        | im Ersten Weltkrieg unterbrochen             |
| Romanshorn – Friedrichshafen | 1869     | 1976        | im Ersten und Zweiten Weltkrieg unterbrochen |
| Bregenz–Konstanz             | 1884     | 1917        |                                              |
| Lindau–Konstanz              | 1873     | 1899        |                                              |
| Bregenz–Romanshorn           | 1884     | 1915        |                                              |
| Bregenz–Friedrichshafen      | 1884     | 1913        |                                              |

## Schiffe

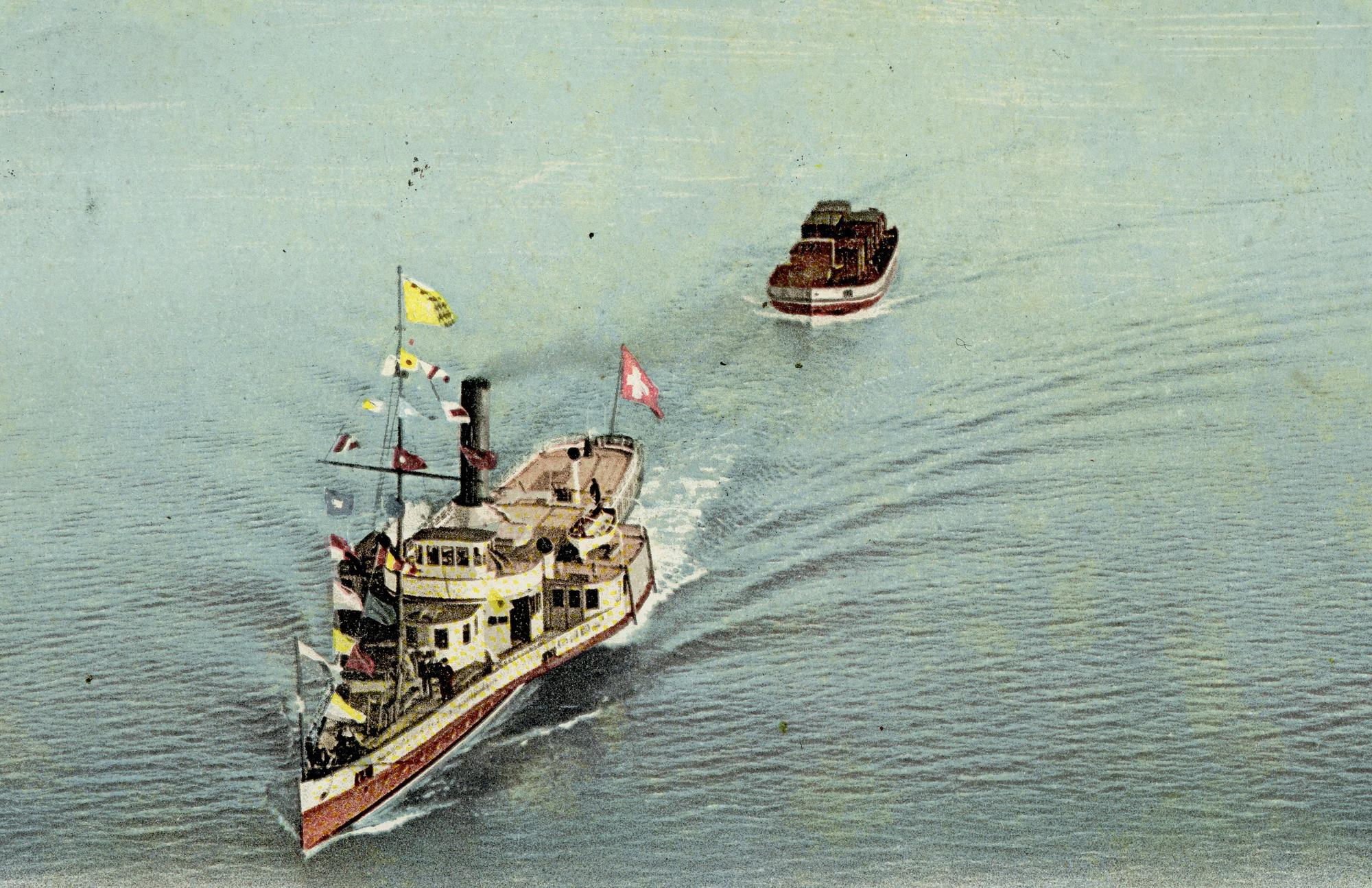
Schleppzug mit Trajektkahn, vermutlich vor Lindau

Der Trajektverkehr auf dem Bodensee begann 1869 auf der Route Friedrichshafen – Romanshorn mit einem Trajektdampfer. Hinzu kamen noch im gleichen Jahr antriebslose Trajektkähne der Bayerischen Staatseisenbahnen auf der Route Lindau – Romanshorn. Ab 1929 wurden motorgetriebene Trajektschiffe zur Beförderung von Güterwagen oder Kraftfahrzeugen eingesetzt.

### Antriebslose Trajektkähne
Um die Transportkapazität zu erhöhen, setzten alle Länder- und Staatsbahnen antriebslose Trajektkähne ein. Im Einzelnen waren das im Heimathafen Lindau die drei Trajektkähne I, II und III (1869), im Heimathafen Konstanz die Trajektkähne Ludwigshafen (1872) und Baden (1893), im Heimathafen Friedrichshafen Tr. I (1877) und Tr. II (1885) mit dem Schraubendampfer Buchhorn (1891), im Heimathafen Bregenz die Trajektkähne I, II, III, und IV (1885) mit dem Schraubendampfer Bregenz (1885) und im Heimathafen Romanshorn die Trajektkähne A (1884) und B (1885). Je ein bis zwei Trajektkähne wurden von einem Kursschiff oder Dampfschleppschiff über  den See geschleppt. Ab 1926 wurden sechs  Trajektkähne zu Selbstfahrern umgebaut und motorisiert. Ein Motortrajekt (M.Tr.) und ein Trajektkahn im Schlepp bildete eine „Normaleinheit“ mit 14 Güterwagen.

### Dampftrajekte

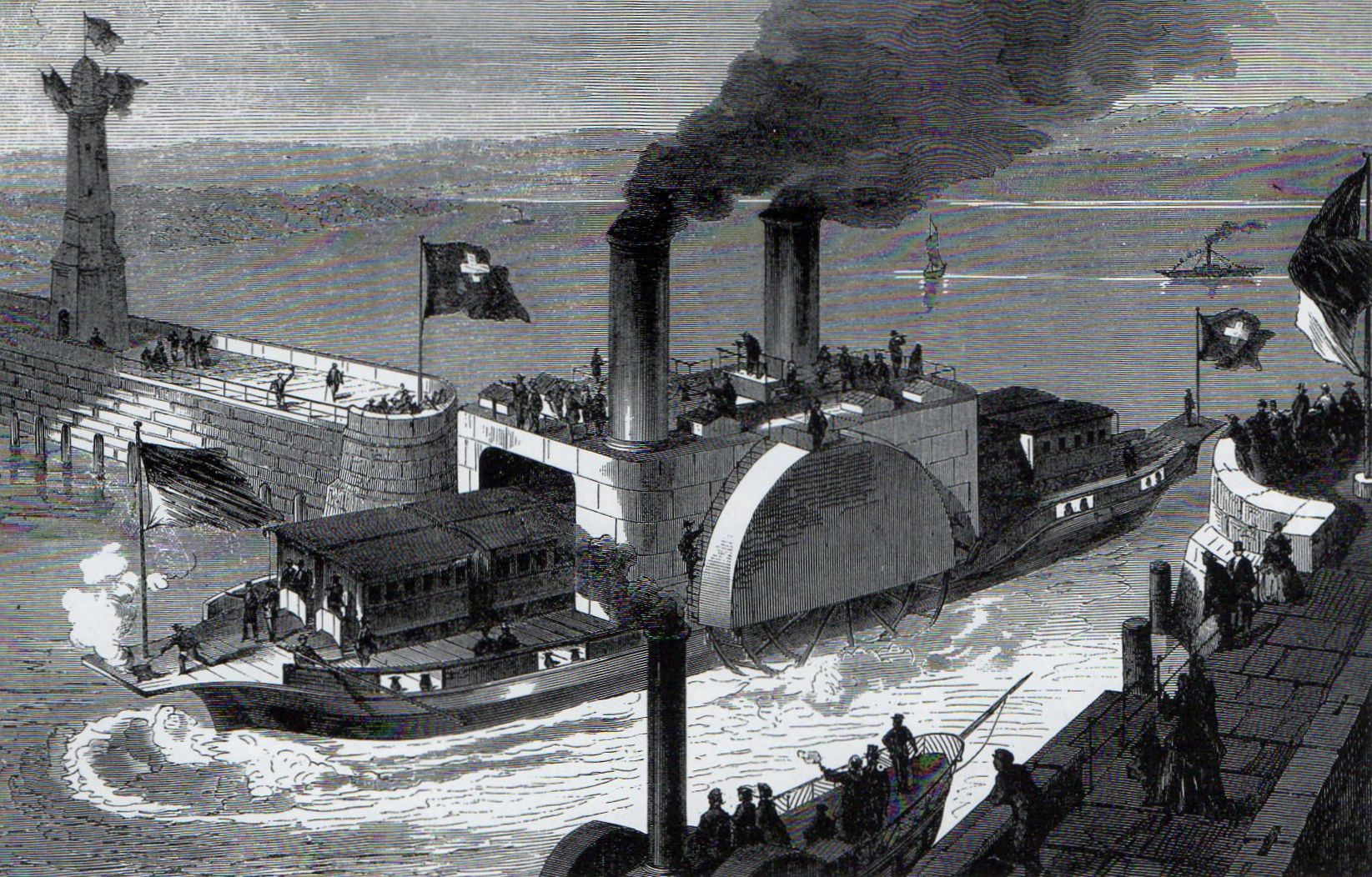
Der „Kohlenfresser“

Der erste Trajekt-Dampfer wurde 1869 in Friedrichshafen gemeinsam von der Königlich Württembergischen Staats-Eisenbahnen und der Schweizerischen Nordostbahn in Betrieb genommen. Als Konstrukteur wurde der Engländer John Scott Russell gewonnen, der 1851 bereits die Stadt Schaffhausen für eine Schweizer Kundin schuf und der auch am Bau der Great Eastern (Stapellauf des damals mit Abstand weltgrößten Schiffs war 1858) beteiligt war. Wie viele reine Arbeitsschiffe jener Zeit trug das von Escher-Wyss, Zürich in Romanshorn gebaute Schiff keinen Namen. Wegen des enormen Kohleverbrauchs von über 50 kg Kohle pro km hieß es im Volksmund bald „Kohlefresser“. Die unwirtschaftliche Fähre wurde nach einem Kesselschaden 1883 aus dem Verkehr genommen und 1885 verschrottet.
1874 erhielten die Königlich Bayerischen Staatseisenbahnen ein Dampftrajekt, ebenfalls von Escher-Wyss gebaut. Die Fähre wurde bis 1914 auf der Trajektstrecke Lindau–Romanshorn eingesetzt. Bedingt durch den Beginn des Ersten Weltkriegs wurde sie stillgelegt, nach dem Krieg wurde der Betrieb nicht wieder aufgenommen. Nach über zwölfjähriger Liegezeit im Lindauer Hafen wurde das Schiff 1927 in Altenrhein abgewrackt. Die beiden Dampftrajekte waren die einzigen Bodenseeschiffe mit zwei Schornsteinen.

### Motortrajekte

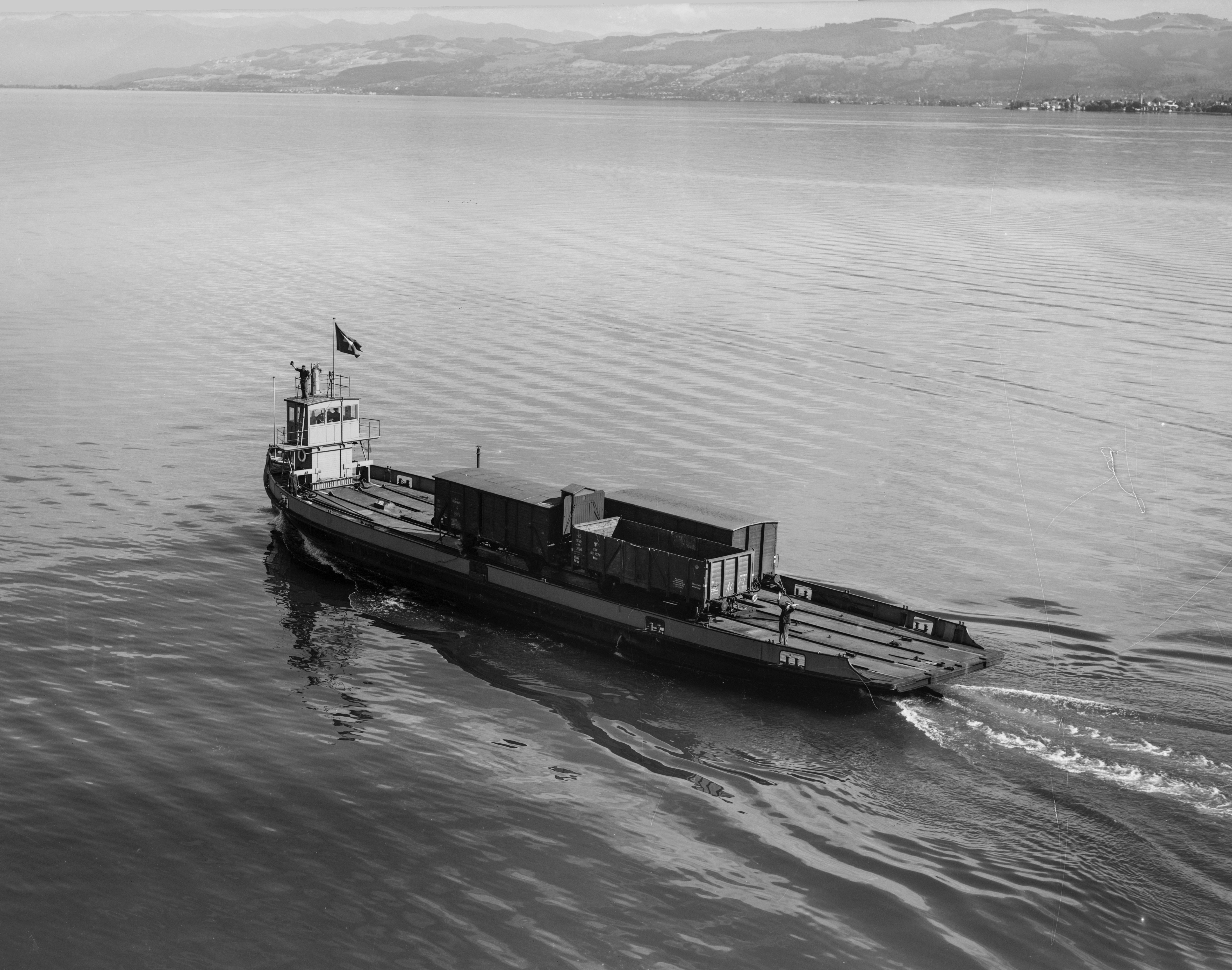
Motor-Trajektkahn der SBB, 1954

Nur zwei Jahre nach der Verschrottung des Lindauer Dampftrajekts wurde in Friedrichshafen das erste neue Motortrajekt Schussen in Betrieb genommen. In den 1930er Jahren wurden (auch von SBB und DRG) einige ältere Trajektkähne motorisiert, sie waren teilweise noch bis 1966 im Einsatz. Weitere Motortrajekte folgten 1958 mit der Romanshorn, bzw. 1966 mit der Rorschach. Mit der Einstellung des Eisenbahntrajektverkehrs 1976 wurden diese drei Doppelendfähren zu reinen Autofähren umgebaut. Die Autofährverbindung zwischen Friedrichshafen und Romanshorn ist bis heute erhalten.